# Preolímpico Sudamericano de Voleibol Femenino 2016
El Preolímpico Sudamericano de Voleibol Femenino 2016 fue un torneo que determinó a la selección clasificada por parte de la Confederación Sudamericana de Voleibol (CSV) al Torneo femenino de voleibol en los Juegos Olímpicos de Río de Janeiro 2016, se llevó a cabo del 6 al 10 de enero de 2016 en la ciudad de Bariloche. El evento fue organizado por la Federación del Voleibol Argentino (FeVA) bajo la supervisión de la CSV.

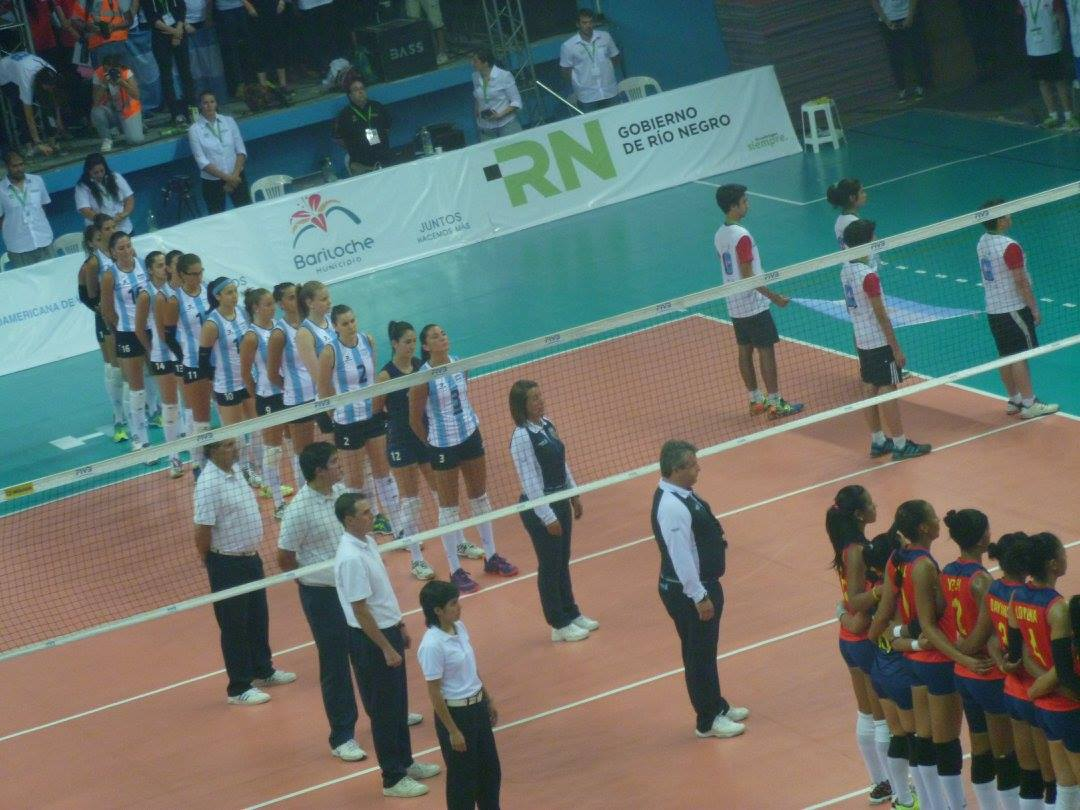
La selección argentina, "Las Panteras" antes de disputar la final en la que consiguieron, al ganar 3-0, el pase a los Juegos Olímpicos de Río de Janeiro 2016

La selección que consiguió la clasificación al Torneo femenino de voleibol en los Juegos Olímpicos de Río de Janeiro 2016, fue el seleccionado argentino al derrotar al seleccionado peruano en el último partido del torneo, siendo la primera vez que Argentina clasifica a los Juegos Olímpicos en voleibol femenino.

## Sede
Todos los partidos se disputaron en el Gimnasio Pedro Estremador.
| Bariloche | San Carlos de Bariloche      |
| --------- | ---------------------------- |
| Bariloche | Gimnasio Pedro Estremador    |
| Bariloche | Capacidad: 1800 espectadores |
| Bariloche |                              |
| Bariloche |                              |

## Equipos participantes
Cinco selecciones confirmaron su participación en el torneo. Brasil no participó del preolímpico al estar automáticamente clasificado a los Juegos Olímpicos de 2016 por su condición de anfitrión.
- Argentina (local)
- Chile
- Colombia
- Perú
- Venezuela

## Formato de competición
El torneo constó solamente de un grupo único conformado por las 5 selecciones participantes, cada equipo se enfrentó a cuatro rivales con un sistema de todos contra todos. El orden de los equipos en el grupo se determinó de la siguiente manera:
- Número de partidos ganados y perdidos.
- Puntos obtenidos, los cuales son otorgados de la siguiente manera:
  - Partido con resultado final 3-0 o 3-1: 3 puntos al ganador y 0 puntos al perdedor.
  - Partido con resultado final 3-2: 3 puntos al ganador y 1 punto al perdedor.
- Proporción entre los sets ganados y los sets perdidos (Sets ratio).
- Proporción entre los puntos ganados y los puntos perdidos (Puntos ratio).
- Resultado del partido entre los equipos implicados.

## Resultados
- Las horas indicadas correspondieron al huso horario local de Argentina (Tiempo de Argentina – ART): UTC-3

### Grupo único
– Clasificado al Torneo femenino de voleibol en los Juegos Olímpicos de Río de Janeiro 2016.
|     |           | Partidos | Partidos | Partidos |     | Sets | Sets | Sets   | Puntos | Puntos | Puntos |
| Pos | Equipo    | PJ       | PG       | PP       | Pts | SG   | SP   | Ratio  | PG     | PP     | Ratio  |
| --- | --------- | -------- | -------- | -------- | --- | ---- | ---- | ------ | ------ | ------ | ------ |
| 1   | Argentina | 4        | 4        | 0        | 12  | 12   | 1    | 12.000 | 318    | 231    | 1.376  |
| 2   | Perú      | 4        | 3        | 1        | 9   | 9    | 3    | 3.000  | 284    | 247    | 1.149  |
| 3   | Colombia  | 4        | 2        | 2        | 5   | 6    | 9    | 0.666  | 332    | 329    | 1.009  |
| 4   | Venezuela | 4        | 1        | 3        | 4   | 5    | 9    | 0.555  | 315    | 314    | 1.003  |
| 5   | Chile     | 4        | 0        | 4        | 0   | 1    | 12   | 0.083  | 193    | 321    | 0.601  |

| Fecha       | Hora  | Partido   | Partido | Partido   | Sets  | Sets  | Sets  | Sets  | Sets  | Puntuación total | Reporte |
| Fecha       | Hora  |           | Resul   |           | 1     | 2     | 3     | 4     | 5     | Puntuación total | Reporte |
| ----------- | ----- | --------- | ------- | --------- | ----- | ----- | ----- | ----- | ----- | ---------------- | ------- |
| 6 de enero  | 15:00 | Colombia  | 3 – 2   | Venezuela | 25-14 | 15-25 | 21-25 | 25-17 | 17-15 | 103 – 96         | Reporte |
| 6 de enero  | 19:00 | Chile     | 0 – 3   | Argentina | 10-25 | 15-25 | 14-25 | -     | -     | 39 – 75          | Reporte |
| 7 de enero  | 16:00 | Chile     | 0 – 3   | Perú      | 10-25 | 13-25 | 10-25 | -     | -     | 33 – 75          | Reporte |
| 7 de enero  | 19:00 | Venezuela | 1 – 3   | Argentina | 18-25 | 16-25 | 25-17 | 18-25 | -     | 77 – 92          | Reporte |
| 8 de enero  | 16:00 | Venezuela | 3 – 0   | Chile     | 25-22 | 25-13 | 25-9  | -     | -     | 75 – 44          | Reporte |
| 8 de enero  | 19:00 | Perú      | 3 – 0   | Colombia  | 30-28 | 25-22 | 25-22 | -     | -     | 80 – 72          | Reporte |
| 9 de enero  | 14:00 | Perú      | 3 – 0   | Venezuela | 25-23 | 25-22 | 25-22 | -     | -     | 75 – 67          | Reporte |
| 9 de enero  | 17:00 | Argentina | 3 – 0   | Colombia  | 25-20 | 26-24 | 25-17 | -     | -     | 76 – 61          | Reporte |
| 10 de enero | 14:00 | Colombia  | 3 – 1   | Chile     | 25-17 | 21-25 | 25-19 | 25-16 | -     | 96 – 77          | Reporte |
| 10 de enero | 17:00 | Argentina | 3 – 0   | Perú      | 25-20 | 25-20 | 25-14 | -     | -     | 75 – 54          | Reporte |

## Posiciones finales
| Pos | Equipo    |
| --- | --------- |
|     | Argentina |
|     | Perú      |
|     | Colombia  |
| 4   | Venezuela |
| 5   | Chile     |

     – Clasificado al Torneo femenino de voleibol en los Juegos Olímpicos de Río de Janeiro 2016.

     – Clasificado al Torneo de clasificación mundial.

     – Clasificado al Torneo de clasificación mundial intercontinental.

## Premios individuales
| Distinción                 | Nombre             |
| -------------------------- | ------------------ |
| MVP                        | Yamila Nizetich    |
| Mejor Atacante Opuesta     | Madelaynne Montaño |
| 1.° Mejor Central          | Emilce Sosa        |
| 2.° Mejor Central          | Mirtha Uribe       |
| Mejor Armadora             | Yael Castiglione   |
| 1.° Mejor Atacante lateral | Ángela Leyva       |
| 2.° Mejor Atacante lateral | Yamila Nizetich    |
| Mejor Líbero               | Camila Gómez       |